# Паулу Енріке
Паулу Енріке (порт. Paulo Henrique Rodrigues Cabral, нар. 23 жовтня 1996) — португальський футболіст, захисник клубу «Санта-Клара».
Виступав, зокрема, за клуби «Пасуш-де-Феррейра» та «Пенафієл», а також олімпійську збірну Португалії.

## Клубна кар'єра
У дорослому футболі дебютував 2013 року виступами за команду клубу «Санта-Клара», в якій провів два сезони, взявши участь у 28 матчах чемпіонату. 
До складу клубу «Пасуш-де-Феррейра» приєднався 2015 року. Відтоді встиг відіграти за клуб з міста Пасуш-ді-Феррейра 2 матчі в національному чемпіонаті.

## Виступи за збірні
2014 року дебютував у складі юнацької збірної Португалії, взяв участь у 6 іграх на юнацькому рівні, відзначившись 2 забитими голами.
2016 року залучався до складу молодіжної збірної Португалії. На молодіжному рівні зіграв у 5 офіційних матчах.
2016 року захищав кольори олімпійської збірної Португалії. У складі цієї команди провів 1 матч. У складі збірної — учасник футбольного турніру на Олімпійських іграх 2016 року у Ріо-де-Жанейро.